# Anna Kalantatze
Anna Kalantatze, född 13 augusti 1997, är en volleybollspelare (center).
Kalantatze spelar med Greklands landslag, med vilka hon deltagit i bl.a. EM och European Volleyball League. Hon har tidigare spelat med landets juniorlandslag. På klubbnivå har hon spelat hela sin karriär i Grekland.